# Bartomeu Càrceres
Bartomeu Càrceres (Fl. 1546) va ser un compositor d'origen valencià vinculat als ducats de Calàbria i Gandia, reconegut especialment per la composició d'ensalades.

## Biografia
L'únic fet verificable biogràfic sap sobre ell és el registre en 1546 d'un pagament de 72 ducats a ell com "portador dels llibres" a la capella de Ferran d'Aragó, duc de Calàbria. El seu sou era la meitat del del mestre de capella, Juan de Cepa.
El Manuscrit M1166-M1967 de la Biblioteca de Catalunya inclou obres de tots dos, de Càrceres i Cepa. Per exemple, el villancet Soleta y verge, una adaptació d'una cançó secular del Cançoner d'Uppsala apareix en una versió per a tres veus de Càrceres i una variació a partir d'aquesta variació per a cinc veus, amb tornada de Cepa.

## Obres
Se li atribueix l'autoria de diversos villancets i obres religioses recopilats en els Cançoners de Gandia i Calàbria.

### La trulla
L'ensalada La trulla s'inclou dins la temàtica nadalenca típica del gènere, i manifesta l'habilitat de Càceres a l'hora d'incorporar i recrear elements del repertori tradicional al seu llenguatge compositiu, mantenint els efectes avantguardistes. La seva estructura es divideix en nou villancets que són presentats per mitjà dels versos narratius de l'autor, configurant una gamma de contrast escènic i lingüístic.

Càrceres disposa de manera esgraonada l'entrada de set pastors de diferents nacionalitats (Gil, Anton Loçano, Gilot Garcia, Bras Llorente, Pero Gay, Joantxo Oxandria i Bras), que canten en les seves respectives llengües a la Verge Maria i a Jesús en el Pessebre, amb una pavana intercalada. Finalment, la Verge Maria presenta el seu villancet amb versos del Magnificat i és confortada per Jesús, a qui l'autor reserva l'última intervenció.
| Música religiosa - Missa de desponsatione beatae Mariae - Elegit sibi Dominus - Vias tuas, Domine - Lamentation Lamech - O vos omnes | Música Secular - Al jorn del judici - Soleta yo so / Soleta y verge - Falalalanlera - Toca Juan tu rabelejo - Remedio del primer padre - Nunca tal cosa se vio - ensalada: La trulla ("Hubbub") |

## Enregistraments
- Bartomeu Càrceres - Villancicos & Ensaladas. Jordi Savall
- Bartomeu Càrceres - Ensaladas. Capella de Ministrers, 2011

## Edicions musicals
- Gómez Muntané, Maricarmen. ed. Bartomeu Cárceres: Opera omnia.  Barcelona: Biblioteca de Catalunya, 1995. ISBN 84-7845-121-8.